# Hypocreaceae
Hypocreaceae es una familia de hongos ascomicetos de la clase Sordariomycetes. Incluye mohos que suelen encontrarse comúnmente en las casas y hongos que forman ascocarpos que pueden hallarse sobre la vegetación. 
Las especies de Hypocreaceae generalmente se reconocen por sus ascas periteciales de colores brillantes, generalmente de color amarillo, naranja o rojo. La familia fue propuesta por Giuseppe De Notaris en 1844. Según el Diccionario de Hongos (10.ª edición, 2008), la familia tiene 22 géneros y 454 especies.

## Géneros
La familia contiene los siguientes géneros:
- Acremonium
- Aphysiostroma
- Cladobotryum
- Gliocladium
- Hypocrea
- Hypocreopsis
- Hypomyces
- Mycogone
- Podostroma
- Protocrea
- Rogersonia
- Sarawakus
- Sepedonium
- Sphaerostilbella
- Sporophagomyces
- Stephanoma
- Trichoderma